# Peter H. Gilmore
Peter Howard Gilmore (født 24. maj 1958 i New York) er en ypperstepræst for Church of Satan i San Francisco, og forfatter af The Satanic Scriptures
Han blev tildelt ypperstepræste-rollen i kirken af Magistra Blanche Barton i 2001.
Som repræsentant for den sataniske kirke, er Gilmore blevet interviewet af flere store amerikanske tv- og radioprogrammer om emnet satanisme.